# Khorasan grupa
Khorasan grupa ili samo Khorasan je sestrinska teroristička skupina al-Kaide. Sačinjena je od bivših članova al-Kaide koji vrše operacije uglavnom na sjeverozapadnom dijelu Sirije.
Grupa je sastavljena od vrlo malog broja članova (procjene idu do najviše 50-ak članova) koji se nalaze na stranim tjeralicama i karakterizirani su kao opasni ekstremisti. Grupa također usko surađuje s terorističkom skupinom al-Nusra.
Uglavnom se služe bombaškim napadima korsteći improvizirane eksplozivne naprave.
Glavni protivnici su im SAD, Europska unija, Sirija i Rusija. Ove države su ih također službeno okarakterizirale kao terorističku skupinu.
SAD je početkom 2017. godine objavio kako će od sada borce Khorasan grupe i al-Nusra fronta smatrati pripadnicima Al-Kaide. U prvom dijelu 2017. godine SAD je višestruko povećao broj zračnih napada na ove terorističke skupine.

## Ime grupe
Khorasan je povijesni termin koji označava povijesnu regiju koja bi danas odgovarala položaju Afganistana, Turkmenistana i malog dijela Irana. Ime je skovano od strane obavještajnih službi koje su pratile visoko rangirane članove al-Kaide te zaključili kako se upravo ti članovi nalaze unutar skupine Khorasan.

## Članstvo
Vjeruje se kako je grupa sastavljena od udarnih i visoko rangiranih dobro obučenih al-Kaidinih profesionalaca koji unutar same al-Kaide imaju višegodišnje iskustvo. Predsjednik SAD-a Barack Obama nazvao ih je sezonskim al-Kaida operativcima. Prema službenim podacima SAD-a, grupa ima približno 50 članova. Članovi grupe su već od prije poznati obavještajcima jer su sudjelovali u nizu napada i eksplozija za koje je odgovornost preuzela sama al-Kaida.
Pripadnici Khorasan grupe uspješno koriste društvene mreže kako bi regrutirali borce iz zapadnih europskih zemalja (borci koji bi bili trenirani od stranje njih, te potom poslani nazad u Europu da se bore u njihovo ime).
Nekoliko pripadnika skupine su bivši elitni visoko rangirani snajperisti skupine al-Nusra, takozvani Vukovi.